# 유진희 (1958년)
유진희(劉進熙, 1958년  ~ , 인천)은 대한민국의 법학자이다. 고려대학교 법학전문대학원 교수를 역임하고, 2014년부터 2018년까지 감사원 감사위원을 역임했다.

## 학력
- 고려대학교 법학과 학사
- 고려대학교 대학원 법학과 석사
- 고려대학교 대학원 법학과 박사과정 수료
- 프랑크푸르트요한볼프강괴테대학교 대학원 법학 박사

## 경력
- 1993.09 ~ 1995.08 : 한림대학교 법학과 조교수
- 1995.09 ~ 2005.02 : 서강대학교 법학과 조교수, 부교수, 정교수
- 2005.03 ~ 2014.01 : 고려대학교 법학과 및 법학전문대학원 교수(경제법 전공)
- 2008.11 ~ 2011.02 : 고려대학교 교무처장
- 2011.02 ~ 2013.11 : 법무부 상법특별위원회 위원
- 2011.10 ~ 2013.11 : 한국경쟁법학회 회장
- 2012.03 ~ 2014.01 : 공정거래위원회 비상임위원
- 2013.03 ~ 2014.02 : 한국경영법률학회 회장
- 2014.01 ~ 2018.01 : 감사원 감사위원
- 2017.12 ~ 2018.01 : 감사원장 직무대행
- 2018.01 ~ 현재 : 고려대학교 법학전문대학원 교수